# Ahafo Region
Koordinaten: 6° 48′ N, 2° 36′ W
Die Ahafo Region ist eine Region in Ghana mit der Hauptstadt Goaso. Ihr Name leitet sich von der Ethnie der Ahafo ab.

## Geografie
Die Region liegt im Westen des Landes und grenzt an die Bono Region im Norden, die Ashanti Region im Osten und die Western North Region im Südwesten. Mit einer Fläche von 5193 km² ist sie die zweitkleinste Region Ghanas und steht mit rund 600.000 Einwohnern (Stand 2019) auf dem drittletzten Platz.

## Geschichte
Die Ahafo Region gehört zu den sechs im Februar 2019 neu gegründeten Regionen des Landes. Es war ein Wahlversprechen der New Patriotic Party zu den Wahlen 2016, neue Regionen zu schaffen. In einem Referendum vom 27. Dezember 2018 sprachen sich 99,68 % der Abstimmenden für die Bildung der neuen Region aus, sodass sie am 13. Februar 2019 mit dem Constitutional Instrument 114 als Ausgliederung aus der Brong Ahafo Region gegründet wurde.

## Administrative Gliederung
Die Region gliedert sich in sechs Distrikte:
| Distrikt                | Hauptort       |
| ----------------------- | -------------- |
| Asunafo North Municipal | Goaso          |
| Asunafo South           | Kukuom         |
| Asutifi North           | Kenyasi        |
| Asutifi South           | Hwidiem        |
| Tano North Municipal    | Duayaw Nkwanta |
| Tano South Municipal    | Bechem         |

## Nachweise
1. ↑  Ahafo Region auf ghanadistricts.gov.gh, abgerufen am 17. Dezember 2019
2. ↑  Distriktliste auf ghanadistricts.gov.gh, abgerufen am 17. Dezember 2019